# NGC 3976
NGC 3976 is een balkspiraalstelsel in het sterrenbeeld Maagd. Het hemelobject werd op 13 april 1784 ontdekt door de Duits-Britse astronoom William Herschel. Het ligt in de buurt van NGC 3976A.

## Synoniemen
- UGC 6906
- MCG 1-31-1
- ZWG 41.6
- IRAS11533+0701
- PGC 37483